# Antonio Nunes Leite
Antonio Nunes Leite (Maceió, Alagoas, 23 de outubro de 1882 – Maceió, Alagoas, 20 de outubro de 1964), foi um advogado, professor, procurador, jornalista e Maçom brasileiro.
Era o segundo filho mais velho do comendador Jacintho Nunes Leite e de sua esposa, Maria Thereza de Jesus, e o mais velho com descendência.
O seu pai contratava professores da Europa para dar aulas para ele.
Se formou em Direito em 1907. Fundou em 14 de abril 1912 o jornal O Alagoas, o jornal tinha como colaboradores Delorizano Moraes, Fernando de Mendonça e Jaime de Altavila. Ele abandonou o jornal após sofrer um ataque em 1914.

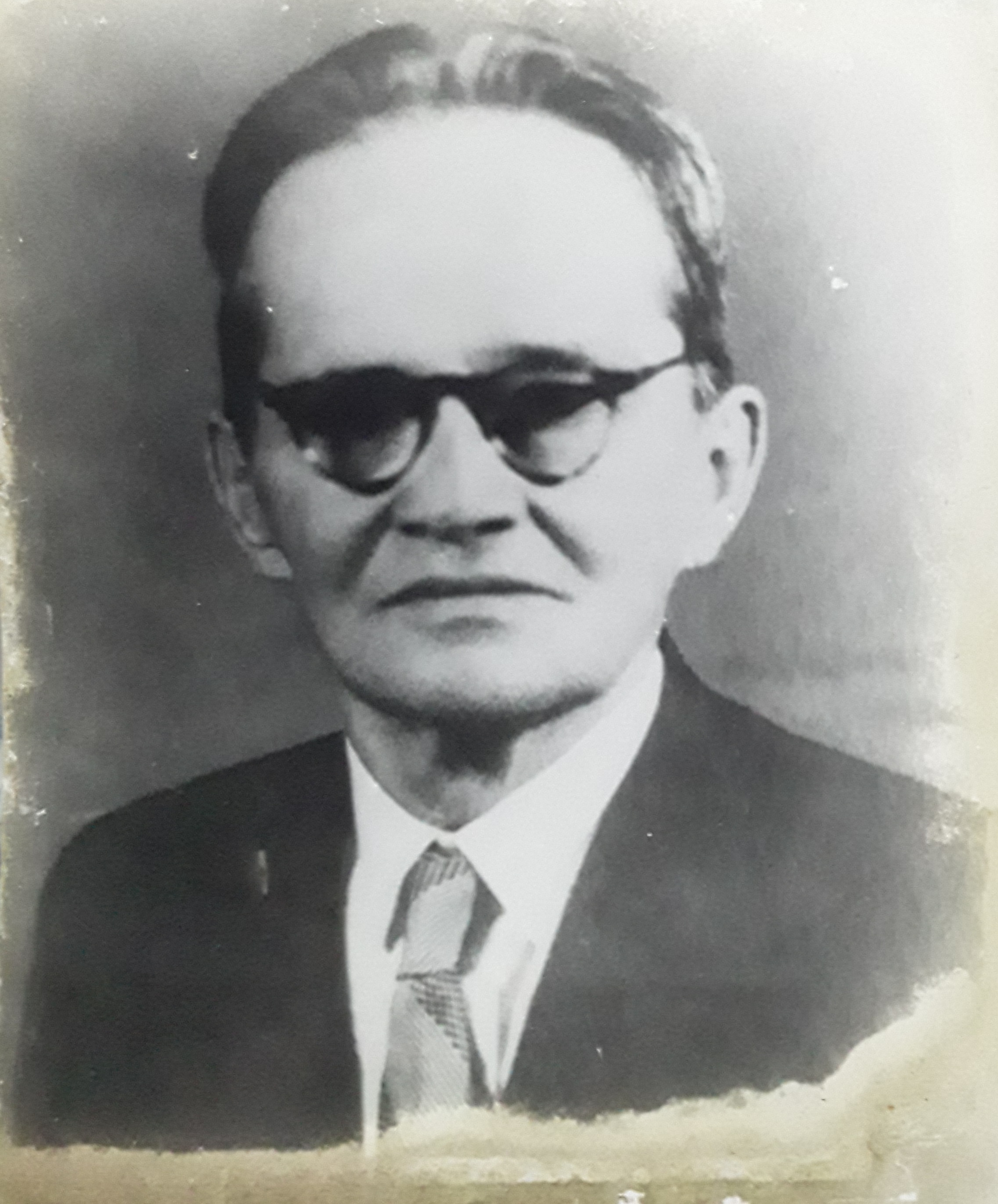
Fotografia do Dr. Antonio Nunes Leite

Antonio Nunes Leite foi o juiz de gol e juiz do jogo da primeira partida do primeiro clube de futebol de Alagoas, o Alagoano Foot-ball club, em 31 de março de 1909 as 16 horas.
Em 1911, o Dr. Antonio Nunes Leite fundou a revista literária artística, Argos.
Era redator do jornal matutino Diário do Povo, editado entre 1916 e 1918. O jornal também era dirigido por Barreto Cardoso, Fernandes Tavares, Cícero Feitosa, Elias Sarmento e Pio Jardim.
Fundou a fábrica de vidros Leite & Leite juntamente com os seus irmãos, Engenheiro Jacintho Leite Filho e Maria Nunes Leite. Teve o custo de 300:000$000 de Réis. A fábrica foi inaugurada em 31 de Janeiro de 1920, na época foi considerada a maior do Norte e Nordeste e a mais bem equipada do Brasil. Em 26 de março de 1920, o seu irmão Jacintho Leite Filho  acabou falecendo após escorregar e cair em cima do vidro ainda quente depois de tentar quebrar com uma picareta o vidro que estava misturado com terra.
Foi condecorado pela Marinha do Brasil por negociar a compra de navios de guerra.
Foi Procurador da República de Alagoas e fundou a banda Lyra de Santo Antônio.
Se casou em 22 de fevereiro de 1922 com Astrogilda Alves Ether, poeta e pianista que compôs o hino a Santo Antônio da matriz de bebedouro, filha do comandante da Guarda Nacional, Subcomissário de Policia e coronel Olympio Ether e de sua primeira esposa Ursulina Alves Tosta. Astrogilda era irmã de Agripino Ether, Poeta, Dentista e Professor.
Em 1925 ele era diretor do jornal Gazeta de Noticias.
Em 1928 a esposa de Antonio Nunes Leite, Astrogilda Alves Ether, fez parte da Associação Protetora das Obras do Bom Pastor, foi responsável por arrecadar cerca de 55 mil contos de Réis para realizar a compra e instalação do Asilo do Bom Pastor.
Antonio Nunes Leite tentou se canditar como deputado estadual de Maceió. Ele foi Vice presidente honorário e delegado geral da liga marítima em Maceió e Professor de Sociologia.
Em Março de 1936 era o advogado responsável pela defesa de presos políticos por suspeita de Comunismo  na intentona comunista de 1936, quando foi preso durante 1 semana por ordem de Newton Cavalcanti. Entre os presos estava o Dr. Sebastião da Hora e Graciliano Ramos.
Após o ocorrido Antonio acabou perdendo permanentemente a visão de 1 olho e recuperou a visão do segundo olho após realizar uma cirurgia 7 anos depois.
Antonio Nunes Leite foi o responsável por realizar o calçamento do bairro de bebedouro em 1959.

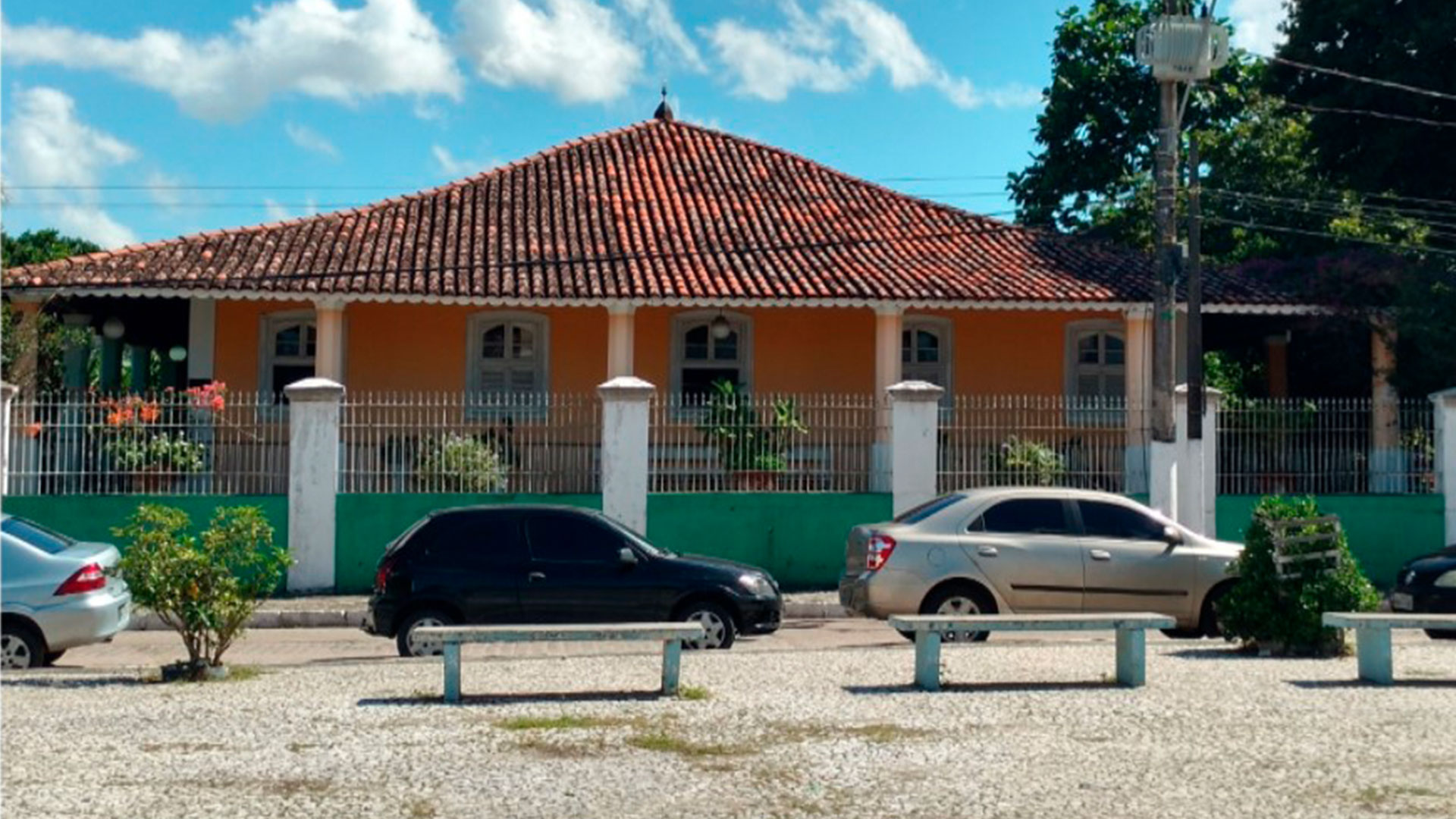
Solar Nunes Leite na praça Coronel Lucena Maranhão, Maceió, em 2016

Morou no Solar Nunes Leite, Propiedade que pertenceu ao seu pai, o comendador Jacintho Nunes Leite.
Antonio Nunes Leite faleceu em 20 de outubro de 1964 em Maceió, Alagoas.

## Homenagens
Foi criada em sua homenagem a Rua Dr. Antonio Nunes Leite.
No livro Memórias do Cárcere do escritor Graciliano Ramos, o Dr. Antonio Nunes Leite é mencionado como "Bacharel Nunes Leite".
Grêmio Literário e Artístico Professor Doutor Antônio Nunes Leite.

## Descendência
Antonio Nunes Leite teve 1 filho com Astrogilda Alves Ether:
Antonio Ricardo de Nunes Leite, se formou em Direito, foi um Procurador da República e um dos primeiros promotores em Brasília, presidente da Associação dos Amigos de Planaltina e foi sócio fundador da Academia  de Letras, Artes E Pesquisas de Alagoas – ALAPA. Conhecia Juscelino Kubitscheck e Silvestre Péricles. Foi membro honorário do Gremaçom e Labre, com descendência.